# Brukenthal’sche Sommerresidenz

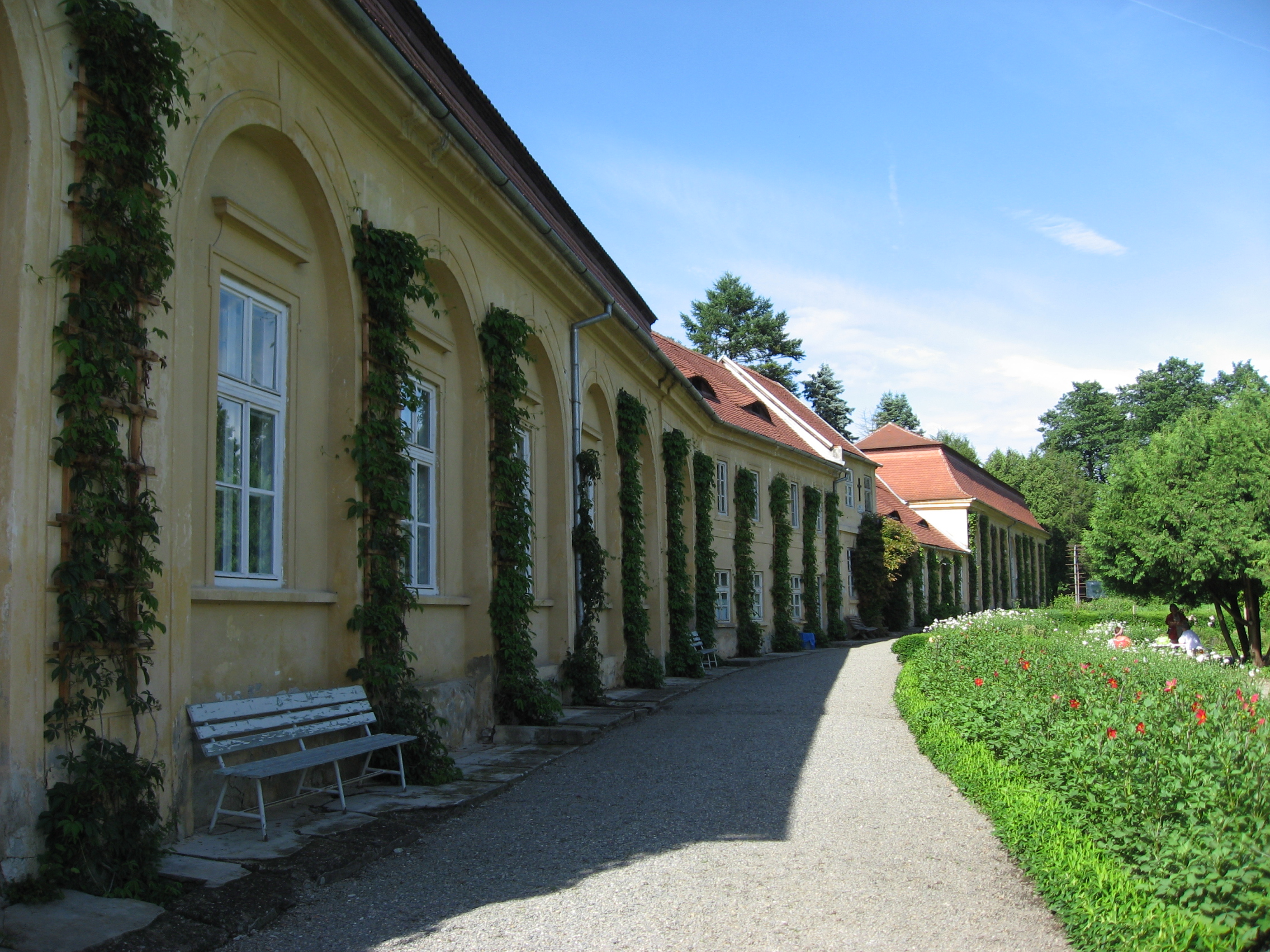
Die Orangerie

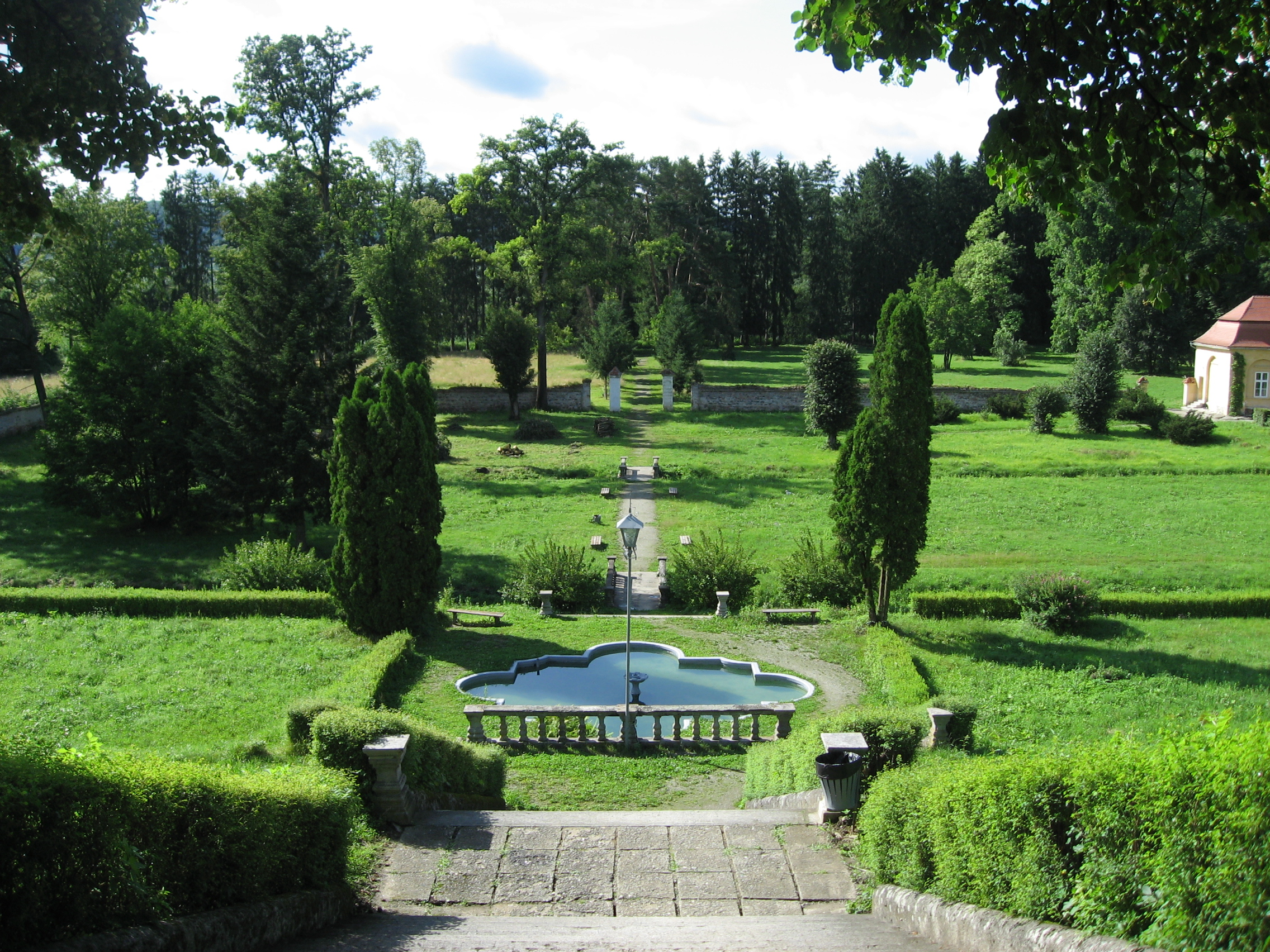
Blick auf den französischen Garten

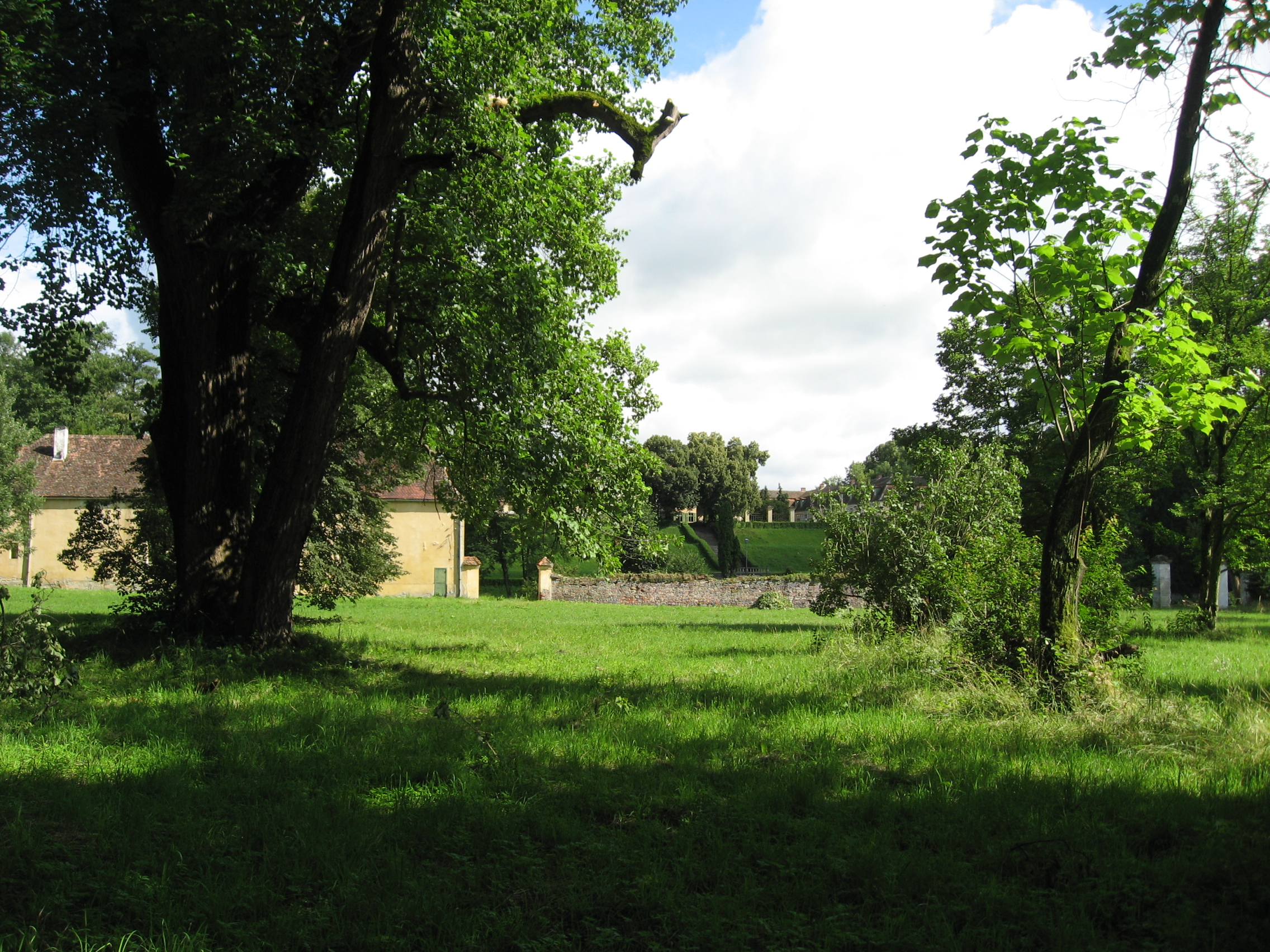
Tulpenbaum im holländischen Garten

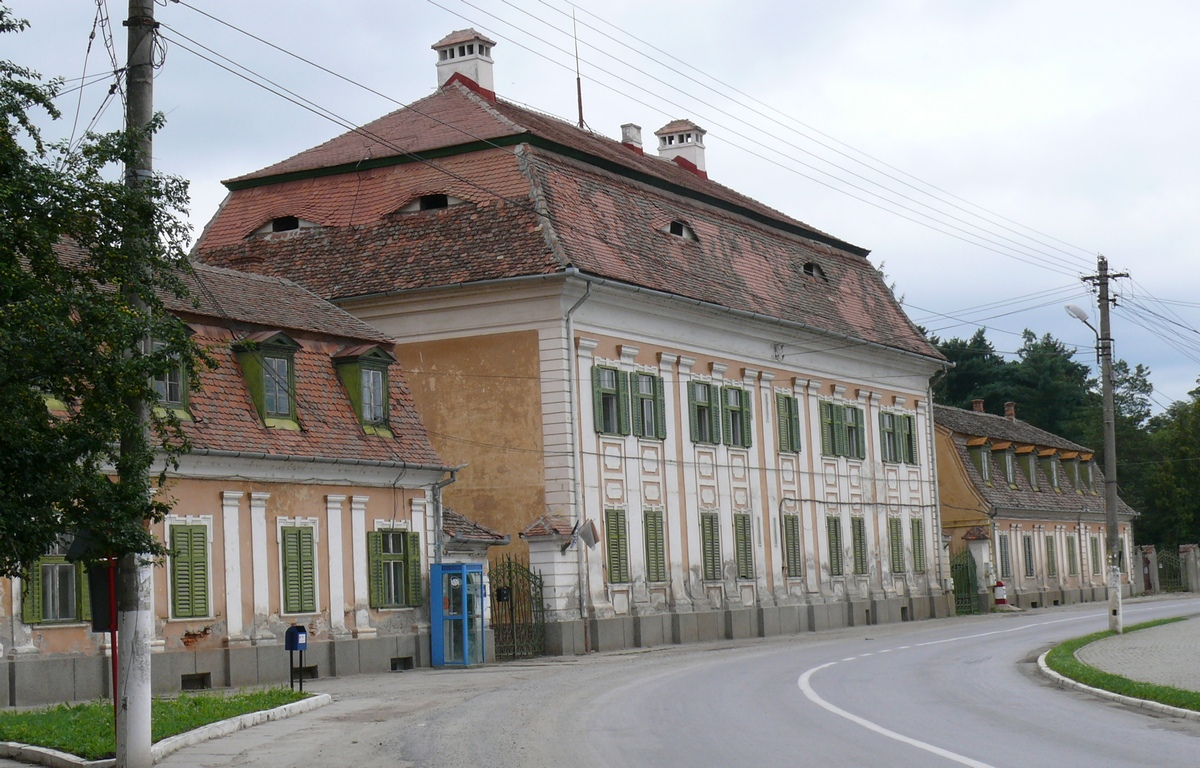
Sommerresidenz zur Straße (2009)

Die Brukenthal’sche Sommerresidenz (rumänisch Palatul de vară Brukenthal) ist eine spätbarocke Schlossanlage in Siebenbürgen im heutigen Rumänien. Sie wurde zwischen 1757 und 1770 im Auftrag von Samuel von Brukenthal, dem späteren Gubernator von Siebenbürgen, in Freck (rum.: Avrig) errichtet und orientiert sich architektonisch an barocken österreichischen Vorbildern. Das Schloss mit seinen Gärten ist die einzige erhaltene barocke Anlage dieser Art in ganz Rumänien, ist jedoch heute in einem stark renovierungsbedürftigen Zustand.

## Geschichte

### Entstehung
Samuel von Brukenthal entstammte einer siebenbürgisch-sächsischen Beamtenfamilie aus Leschkirch; sein Vater wurde 1724 in den Adelsstand erhoben. In der Regierungszeit Maria Theresias (1740–1780) machte er Karriere im österreichischen Staatsdienst und wurde vermögend; Maria Theresias Ehemann, Kaiser Franz I., erhob ihn 1762 zum Reichsfreiherrn. Er entschloss sich, außerhalb von Hermannstadt eine Sommerresidenz zu errichten, mit dazugehörigen, dem Geschmack der Zeit entsprechenden Barockgärten.
Da er bereits Ländereien in der Alt-Ebene besaß, fiel die Wahl des Standortes auf Freck, eine damals kleine sächsische Ortschaft direkt am Alt-Fluss. Im Jahr 1757 kaufte er dort 1,5 Hofstellen sowie angrenzende Gärten. 1760 begannen die Bauarbeiten an einem ebenerdigen Wohnhaus mit Wirtschaftsgebäuden.
1761 schloss Brukenthal mit dem damaligen Gubernator von Siebenbürgen, Nikolaus Adolph Freiherr von Buccow, einen Pachtvertrag, der die Nutzung der Anlage und deren weiteren Ausbau Buccow übertrug. (Brukenthals Dienstort war zu dieser Zeit Wien.) Dieser begann nun, das Wohnhaus in ein barockes Schlösschen mit flankierenden Wirtschaftsgebäuden ausbauen zu lassen. Er erwarb weitere angrenzende Grundstücke und ließ diese terrassieren, um einen italienischen und einen französischen Ziergarten sowie einen Fasanengarten anzulegen. Im Jahr 1764 starb der Freiherr von Buccow, ohne ein Testament zu hinterlassen. Darauf folgte ein mehrjähriger gerichtlicher Streit um das Erbe. Das Schloss und die Gärten waren zu diesem Zeitpunkt noch nicht fertiggestellt.
Im Jahr 1768 konnte Samuel von Brukenthal, mittlerweile Vorstand der Siebenbürgischen Hofkanzlei in Wien, das Anwesen komplett für sich erwerben, und die zwischenzeitlich eingestellten Bauarbeiten wurden wieder aufgenommen. Architektonische Vorbilder waren dabei die barocken Schlösser mit ihren Gartenanlagen, die Brukenthal in Wien kennengelernt hatte: Maria Theresias Schloss Schönbrunn, das von Prinz Eugen von Savoyen hinterlassene Schloss Belvedere sowie besonders das Schloss Laxenburg südlich von Wien. An die bereits seit 1765 bestehende Orangerie wurden Treibhäuser angebaut. 1770 konnten die Arbeiten am Schloss abgeschlossen werden. Im selben Jahr wurde zusätzlich zum italienischen und französischen Garten ein holländischer Garten mit exotischen Pflanzen angelegt, und 1775 wurde die Anlage um einen englischen Landschaftsgarten inklusive eines künstlichen Teiches erweitert. Zusätzlich wurden in den Gärten Staffagen errichtet wie kleine Wasserfälle und eine künstliche Ruine sowie eine Eremitage und eine Gloriette. Dazu ließ Brukenthal eigens einen Gärtner aus Wien kommen.
Die Anlage wurde zu einem Anziehungspunkt der naturwissenschaftlich interessierten Gelehrten Siebenbürgens wie des österreichischen Botanikers Joseph Raditschnigg von Lerchenfeld, des Kronstädters Peter Sigerus und des Lausitzers Johann Christian Gottlob Baumgarten. Im holländischen Garten wurden zahlreiche exotische Bäume gepflanzt, die Brukenthal in Siebenbürgen akklimatisieren wollte, wie Mandelbäume, Muskatbäume, japanische Ziersträucher, Nordamerikanischer Ahorn und Tulpenbäume. In den Gewächshäusern wurden Versuche mit dem Anbau von Ananas, Kaffee, Zuckerrohr und Dattelpalmen gemacht. In der Orangerie wurden an die tausend Limonen- und Orangenbäumchen gepflanzt. Der strikt abgetrennte französische Garten im Westen der Anlage war hingegen von strenger Symmetrie geprägt, mit geraden Alleen, Bosketten, Blumenrabatten, Springbrunnen und der repräsentativen Stiege zum Hauptgebäude.
Daneben gab es jedoch auch noch zwei Nutzgärten, die sogenannten „Nebenkuchelgärten“, in denen Obst und Gemüse für den eigenen Bedarf gezogen wurde. Dort wurden auch die ersten Anbauversuche mit Kartoffeln gemacht, um eine ertragreiche Frucht gegen die immer wiederkehrenden Hungersnöte in Siebenbürgen zu finden. Neben den herrschaftlichen Gebäuden gab es auf dem Areal zwei landwirtschaftliche Wirtschaftshöfe, aus deren Ertrag die Anlage erhalten werden sollte. Dort wurden Pferde zum Export nach Österreich gezüchtet sowie legendäre Zuchtversuche mit weißen Büffeln gemacht.
Im Schloss selbst wurden Wohn- und Gästezimmer eingerichtet sowie eine Galerie für die umfangreiche Gemäldesammlung des Barons. Diese umfasste 212 Bilder und 129 Kupferstiche. Insgesamt war die gesamte Anlage ein Abbild der umfassenden Sammelleidenschaft Brukenthals. Sein Sekretär Johann Theodor Hermann bezeichnete die Anlage als ein siebenbürgisches Eden, da dort das Beste und Vollkommenste was man an Blumen, Früchten, Kuchelwerk in Europa aufbringen kann versammelt sei.

### Im Besitz der sächsischen Nationsuniversität
Samuel von Brukenthal starb 1803 kinderlos. In seinem Testament hatte er bestimmt, dass das Schloss und die Gärten erhalten und das kulturelle Erbe gepflegt werden solle. 1817 erlosch jedoch auch die erbberechtigte Linie seiner Verwandten, und so kam die Anlage in den Besitz der sächsischen Nationsuniversität. Nach dem österreichisch-ungarischen Ausgleich von 1867 wurde die Nationsuniversität zwar als politische Organisation aufgelöst, jedoch konnte der Immobilienbesitz in einer Stiftung weitergeführt werden.
Im Jahre 1908 kaufte schließlich das Presbyterium der Hermannstädter evangelischen Kirchengemeinde unter dem damaligen Landeskirchenkurator Carl Wolff das Anwesen. Die Verwaltung übernahm die Brukenthal-Stiftung gemeinsam mit dem Hygienischen Verein des Hermannstädter Komitats. Ganz im Trend der damaligen Denkweise wollte man nun das Schloss einem praktischen Nutzen zuführen und richtete deshalb darin ein Erholungsheim ein, das später in eine Wasserkuranstalt nach dem Vorbild von Pfarrer Kneipp umgewandelt wurde.
Nach dem Ersten Weltkrieg kam Siebenbürgen an das Königreich Rumänien, und in einer Bodenreform wurden 1921 sämtliche unbebauten Grundstücke der Stiftung enteignet. 1937 wurde die Stiftung komplett aufgelöst. Den Besitz des Schlosses übernahm darauf die sächsische Landeskirche.

### In der Volksrepublik
Als nach dem Zweiten Weltkrieg die Kommunisten in Rumänien die Macht übernahmen, wurde die evangelische Kirche fast komplett enteignet. Lediglich die Kirchengebäude und die Pfarrhäuser blieben in ihrem Besitz. So kam auch die Brukenthal’sche Sommerresidenz in den Besitz des sozialistischen rumänischen Staates. Er errichtete in den historischen Gebäuden ein Lungensanatorium für Tuberkulosekranke. Im Hauptgebäude wurden Wände eingezogen, um zusätzliche Krankenzimmer zu schaffen. In der Orangerie wurde eine kleine orthodoxe Kapelle für die Patienten eingerichtet.
Später wurde das Sanatorium aufgelassen. In der Schlossanlage verblieb lediglich das in der Orangerie eingerichtete Dispensar, die im Sozialismus in jedem größeren Ort vorhandene typische medizinische Station mit Arztpraxis. Das Hauptgebäude des Schlosses wurde nicht weiter genutzt und verfiel deshalb zusehends. Auch die Gartenanlagen wurden nicht mehr weiter gepflegt, stattdessen nutzten die Angestellten der medizinischen Station die Flächen zum Heumachen und hielten Hühner.
Eine kulturelle oder touristische Nutzung der Anlage kam aus ideologischen Gründen nicht in Frage. In der ersten Phase der kommunistischen Herrschaft wurde sie als Werk eines „feudalistischen Ausbeuters“ angesehen. Später, als das Regime unter Nicolae Ceaușescu zunehmend nationalistische Züge annahm, galt das Schloss als unerwünschtes Baudenkmal der Siebenbürger Sachsen.

## Bedeutung heute
Während der Stil des Barocks im damals noch unter osmanischer Oberhoheit stehenden rumänischen Altreich nie in Mode war, gab es im österreichischen Siebenbürgen sehr wohl einige vergleichbare Anlagen. In Hermannstadt hatte Samuel von Brukenthal ebenfalls einen aufwendigen Barockgarten anlegen lassen, außerhalb der Stadtmauern vor dem Heltauer Tor, am Ende des heutigen Nicolae-Bălcescu-Boulevards. An dieser Stelle wurde jedoch noch zu habsburgischen Zeiten die große 90er-Kaserne errichtet, die später unter Ceaușescu komplett abgerissen wurde. Von dieser Anlage ist deshalb nichts erhalten. Daneben gab es noch die barocken Gartenanlagen der Grafen Haller von Hallerstein in Weißkirch bei Schäßburg (rum.: Albeşti) und in Klausenburg, die heute ebenfalls nicht mehr existieren. Weiters gab es zwei barocke Schlösser ungarischer Adeliger in Siebenbürgen, den im Besitz der Bethlens stehenden Stammsitz der Familie Bolyai im Dorf Bell sowie das Landgut der Familie Apafi in Malmkrog, das später ebenfalls den Bethlens gehörte. Ersteres ist heute nur noch eine Ruine, von der wenig erhalten geblieben ist. Zweiteres ist in der Zeit des Kommunismus ebenfalls total verkommen und wurde Ende der 1990er Jahre komplett neu rekonstruiert. Nur wenige Zimmer des Apafi-Schlosses in Malmkrog bestehen aus der alten Bausubstanz. Damit ist die Brukenthal'sche Sommerresidenz die einzige in ihrer Gesamtheit erhaltene Barockanlage dieser Art im heutigen Rumänien.
Nach dem Ende des Kommunismus wurde das Sommerpalais in Freck nach einem längeren Rechtsstreit im Jahr 1999 vom rumänischen Staat an die deutsche Minderheit in Siebenbürgen restituiert, befand sich aber in einem sehr schlechten Zustand. Die Gärten waren komplett verwildert, wenn auch noch einige exotische Bäume aus der Zeit Brukenthals vorhanden waren. Im ehemaligen französischen, italienischen und englischen Garten waren noch grob die alten Symmetrien erkennbar, während vom holländischen Garten kaum etwas übrig geblieben ist. Allein einige erhaltene Tulpenbäume lassen erkennen, wo sich einst der holländische Garten befunden haben muss. Das Schloss selber und die flankierenden Wirtschaftsgebäude sind stark baufällig. Keiner der Innenräume ist noch in originalem Zustand, stattdessen sind Reste der ehemaligen Krankenhauszimmer erkennbar, aus der Zeit, als das Schloss als Tuberkulose-Sanatorium genutzt wurde. Das ehemalige Mobiliar aus der Zeit Brukenthals befindet sich heute in Hermannstadt im Brukenthal-Museum.

Panoramabild vom Innenhof der Sommerresidenz Bruckenthals (2023)

Die Verwaltung und den Erhalt der Anlage hat seit der Restituierung die 1997 neu gegründete Brukenthal-Stiftung übernommen, die seitdem erste Renovierungsarbeiten durchgeführt hat. Besonders der verwilderte Garten wurde mit Unterstützung der Deutschen Bundesstiftung Umwelt in den Jahren 2005 und 2006 provisorisch rekonstruiert. Daneben wurden die Gebäude der Orangerie renoviert und können heute für Konzerte und Veranstaltungen genutzt werden. Einmal jährlich findet dort auch ein Sommerball des Deutschen Forums statt. In der Orangerie wurden auch einfache Gästezimmer eingerichtet, die Touristen die Möglichkeit zur Übernachtung im Schlossgelände bieten.
Beim Hauptgebäude des Schlosses wurde jedoch aus Mangel an finanziellen Mitteln bis dato nur das Dach renoviert. Es wird jedoch trotzdem gerne von rumänischen Hochzeitsgesellschaften besucht, da es zumindest von außen immer noch ein schönes Fotomotiv ist. 2006 wurde von einem Berliner Gartenkunst und Landschaftsarchitektur Unternehmen ein Parksanierungskonzept in Kooperation mit der Stiftung Samuel von Brukenthal erstellt, welches durch die Deutsche Bundesstiftung für Umwelt und dem Centrum für internationale Migration und Entwicklung gefördert wird.
Die Anlage ist im Sommer täglich für Besucher geöffnet, allerdings finden Führungen im Normalfall nur in rumänischer Sprache statt, da der letzte sächsische Schlosshüter 2009 in Pension gegangen ist.